# Changan X7 Plus

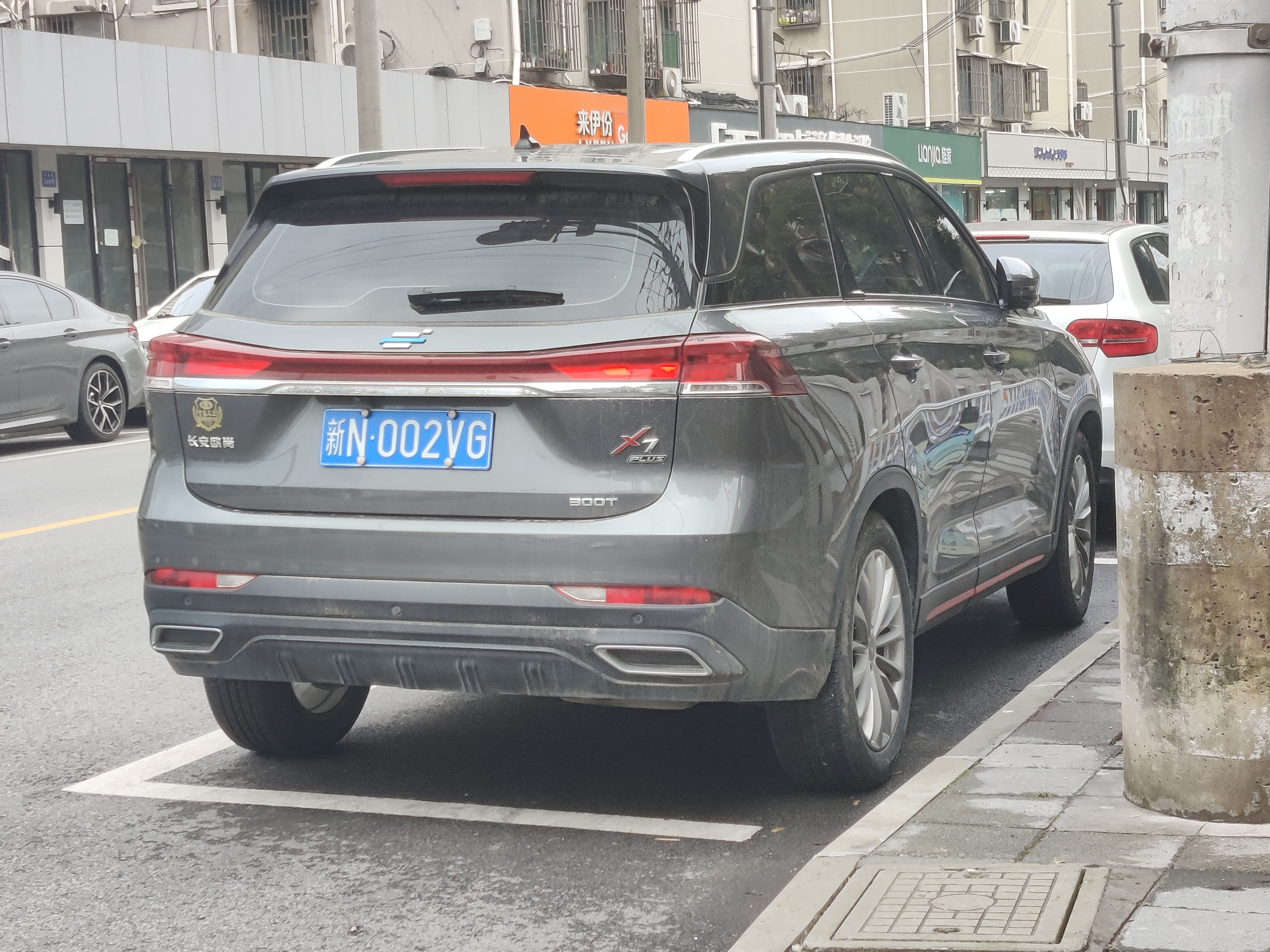
Heckansicht

Der Changan Oshan X7 Plus ist ein Sport Utility Vehicle des chinesischen Automobilherstellers Chongqing Changan Automobile Company der Marke Changan und der Submarke Oshan.

## Geschichte
Vorgestellt wurde das Fahrzeug im April 2021 auf der Shanghai Auto Show. Im Oktober 2021 kam es auf dem chinesischen Heimatmarkt in den Handel. Im März 2022 kam das auf 777 Exemplare limitierte Sondermodell Red Edition auf den Markt. Zunächst war für die Baureihe nur eine fünfsitzige Version verfügbar, ein Siebensitzer folgte im Juni 2022. Eine überarbeitete Version des SUV wurde im Dezember 2023 vorgestellt. Sie kam im Februar 2024 in den Handel. Fortan wird sie als Changan X7 Plus vermarktet.
Als Konkurrenzmodelle des Wagens werden unter anderem der Haval H6 und der Geely Boyue genannt.

## Technische Daten
Angetrieben wird der X7 Plus von einem aufgeladenen 1,5-Liter-Ottomotor mit maximal 138 kW (188 PS). Es gibt ein 6-Gang-Schaltgetriebe oder ein 7-Stufen-Doppelkupplungsgetriebe. An der Vorderachse kommt eine MacPherson-Radaufhängung und an der Hinterachse eine Mehrlenker-Radaufhängung zum Einsatz.
|                                            | 1.5T                   | 1.5T                             |
| ------------------------------------------ | ---------------------- | -------------------------------- |
| Bauzeitraum                                | seit 10/2021           | seit 10/2021                     |
| Motorkenndaten                             |                        |                                  |
| Motortyp                                   | R4-Ottomotor           | R4-Ottomotor                     |
| Motoraufladung                             | Turbolader             | Turbolader                       |
| Hubraum                                    | 1494 cm³               | 1494 cm³                         |
| max. Leistung bei min−1                    | 125 kW (170 PS) / 5500 | 138 kW (188 PS) / 5500           |
| max. Drehmoment bei min−1                  | 260 Nm / 1500–4000     | 300 Nm / 1500–4000               |
| Kraftübertragung                           |                        |                                  |
| Antrieb                                    | Vorderradantrieb       | Vorderradantrieb                 |
| Getriebe                                   | 6-Gang-Schaltgetriebe  | 7-Stufen-Doppelkupplungsgetriebe |
| Messwerte                                  |                        |                                  |
| Höchstgeschwindigkeit                      | 190 km/h               | 190 km/h                         |
| Beschleunigung, 0–100 km/h                 | k. A.                  | 8,2 s                            |
| Kraftstoffverbrauch auf 100 km, kombiniert | 7,0–7,1 l Super        | 7,2–7,3 l Super                  |
| Tankinhalt                                 | 55 l                   | 55 l                             |
| Abgasnorm                                  | China VI               | China VI                         |